# Martim Codax

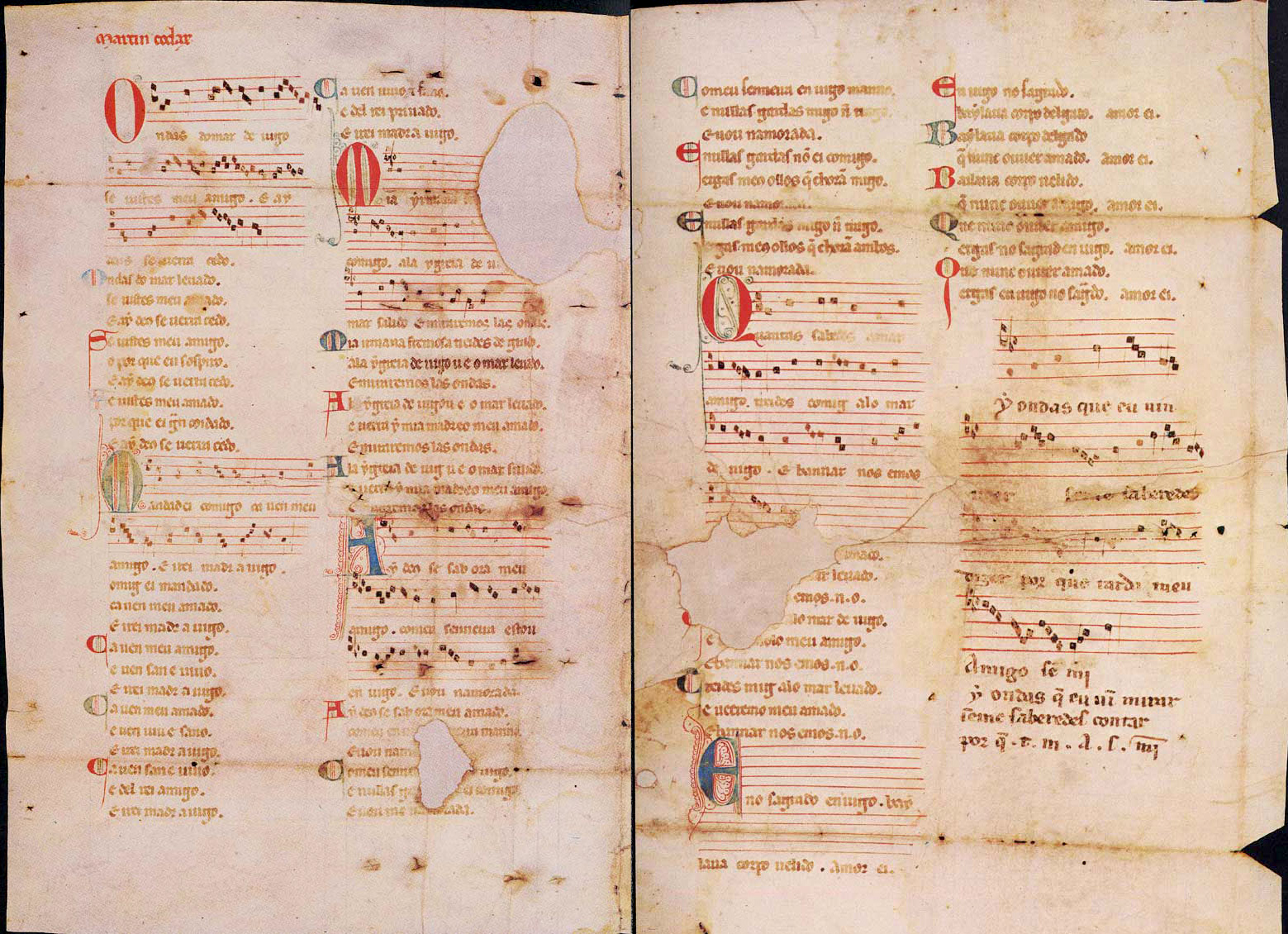
Cantigas de Amigo Manuskript des Martim Codax (Pierpont Morgan Library, New York, Vindel MS M979)

Martim Codax (auch Martín Codax) war ein galicischer Trobador des 13. Jahrhunderts. Über sein Leben ist praktisch nichts überliefert. Vermutlich lebte er in der galicischen Küstenstadt Vigo.
Der Name Martim Codax ist im Prinzip synonym mit den sieben überlieferten Cantigas de amigo, die auf die Zeit um 1230 datiert werden und zu den frühesten bekannten Liedern in galicisch-portugiesischer Sprache zählen. Thema seiner Cantigas sind sehnsüchtig auf die Rückkehr ihrer Liebhaber wartende Frauen. Die ewig kreisende, unerfüllte Sehnsucht wird in diesen Gesängen sowohl durch textliche als auch melodiöse Wiederholungen ausgedrückt. Neben den Cantigas de Santa Maria sind die Lieder des Martim Codax die einzigen Cantigas, zu denen – bis auf das sechste – auch die Musik überliefert ist.
Die Musik des Martim Codax wurde erst 1913 zufällig wiederentdeckt, als man eine Seite einer Handschrift im Einband eines Buches fand.

## Lieder
- Ondas do mar de Vigo
- Mandad’ey comigo
- Mia yrmana fremosa treides comigo
- Ay Deus, se sab’ora meu amado
- Quantas sabedes amar amigo
- En o sagrad em Vigo (nur Text)
- Ay ondas que eu vin veer